# MLRS
Il lanciarazzi multiplo MLRS (Multiple Launch Rocket System) è un sistema Trasportatore elevatore lanciatore (TEL) sviluppato dagli Stati Uniti d'America.
Divenuto rapidamente il sistema standard della categoria, con la sostituzione di programmi nazionali in diversi paesi, l'MLRS ha 12 tubi di lancio da 227 mm, un calibro insolito, che sparano razzi standard M26 da 308 kg con testate normalmente a submunizioni. Ogni razzo ha ben 644 bombette M77, pesanti 0,23 kg e nonostante questo capaci di perforare 100 mm di acciaio, colpendo dall'alto i carri armati e blindati nemici, con un raggio utile delle schegge di circa 4 metri (50 m²). Ogni razzo M26 può distruggere un'area di 0,23 km quadrati, e con le submunizioni il raggio d'azione aumenta.
In seguito sono stati introdotti razzi con carichi diversi e più leggeri e la gittata è aumentata dai 31,8 km originali, in quanto all'origine era privilegiata la potenza piuttosto che la gittata. Il veicolo lanciatore è basato sullo scafo M993, derivato dall'IFV M2 Bradley, cingolato e leggermente protetto.
È entrato in servizio con l'esercito statunitense nel 1982. Viene prodotto su licenza in Inghilterra, Francia, Italia, Germania e Paesi Bassi. Il suo primo impiego operativo fu durante la prima guerra del Golfo, quando le batterie di MLRS crearono dei grandi buchi nelle linee difensive irachene prima dell'offensiva terrestre per liberare il Kuwait. Gli iracheni da quel giorno lo soprannominarono "pioggia d'acciaio" proprio per la sua potenza e rapidità di tiro.
Ideato per rivaleggiare i sistemi di artiglieria sovietici BM-21 e BM-24, il lanciatore MLRS rimase a lungo il sistema più affidabile e portabile, considerando il progresso effettuato con l'utilizzo dei razzi guidati mediante sistema GPS e missili a più lunghe portate fino a 300 chilometri di gittata.  L'equivalente russo  è il lanciarazzi multiplo TOS-1.

## I razzi guidati
Con la fine della guerra fredda e il cambio degli scenari di guerra, l'esercito statunitense iniziò a studiare dei miglioramenti per il sistema MLRS. In pratica si voleva rendere disponibile una versione guidata dei razzi da 227 mm solitamente impiegati, per poter colpire con precisione gli obiettivi, evitando i danni collaterali. A tal fine venne installato nel sistema di guida un ricevitore GPS, non diversamente da quanto fatto con i kit per bombe aeree JDAM, mentre la regolazione fu ottenuta installando quattro alette canard. In tal modo la precisione divenne dell'ordine dei 10 metri. Con questi miglioramenti, l'esercito statunitense ha calcolato che il fabbisogno di razzi necessari per distruggere l'obiettivo cala del 60%. Una nuova submunizione cluster, denominata M101, ha sostituito le precedenti M85, in modo da avere un'affidabilità del 99%. Tale versione del sistema è stata rinominata GMLRS (Guided Multiple Launch Rocket System), mentre il razzo guidato - di fatto un missile - è denominato M30. Il GMLRS è entrato in servizio nel 2006.
Per evitare i problemi della dispersione del munizionamento cluster, venne pure sviluppata una versione a testata unitaria denominata GMLRS UNITARY, con lo stesso sistema di guida del GMLRS. Tale sistema è entrato in servizio nel 2008, ed è denominato M31.
Un ulteriore sviluppo prevede l'installazione di submunizioni anticarro intelligenti uguale a quelle usate dai proiettili d'artiglieria M898 Sadarm (Sense And Destroy ARMor).
Miglioramenti simili ai razzi da 227 mm sono in corso di sviluppo in Israele e in Germania, dove i razzi saranno dotati di testate intelligenti, similmente alle SMArt da artiglieria, con rilascio di quattro o sei submunizioni anticarro.

## Utilizzatori
Stati Uniti
Utilizzatore e costruttore principale.
 Regno Unito
Diversi sistemi saranno forniti alle forze ucraine incluso l'addestramento, effettuato presso le basi inglesi, durante l'invasione russa dell'Ucraina del 2022. Il 6 giugno 2022, la Gran Bretagna annuncia la donazione di 3 M270 Mlrs con fornitura di munizioni GMLRS.
 Germania
Il 15 giugno 2022 il ministro della difesa tedesco Lambrecht ha reso noto che invierà agli ucraini tre Mars II (denominazione per gli M270).
 Italia
- Esercito italiano
  -  5º Reggimento artiglieria terrestre "Superga"

18 esemplari denominati MLRS e aggiornati allo standard europeo MARS2/LRU.
 Ucraina
Diversi sistemi forniti da Regno Unito, Germania e Italia.